# Caneva
Caneva (friuli nyelven Cjanive di Sacîl, helyi nyelvjárásban Cjàneva, velenceiül Càneva) település Olaszországban, Friuli-Venezia Giulia régióban, Pordenone megyében. Lakosainak száma 6256 fő (2023. január 1.). Caneva Cordignano, Fontanafredda, Fregona, Polcenigo, Sacile, Sarmede és Tambre községekkel határos.

## Népesség
A település népességének változása:
| Lakosok száma | 6403 | 6339 | 6256 |
|               | 2017 | 2018 | 2023 |